# Алфред Расел Валас
Алфред Расел Валас (8. јануар 1823 — 7. новембар 1913) био је британски природњак, истраживач, географ, антрополог и биолог. У историји је остао познат по сопственом схватању теорије еволуције кроз природну селекцију; управо је његов чланак о томе објављен заједно са неким списима Чарлса Дарвина 1858. године. Ово је подстакло Дарвина да објављује идеје у својој књизи „О пореклу врста“. Валас је радио на огромним теренским радовима, најпре у сливу реке Амазон, а потом и на малајском архипелагу, где је идентификовао поделу фауне која се данас назива Валасова линија, која заправо раздваја индонежански архипелаг у два различита дела: западни део у којем су животиње азијског порекла, и источни део где фауна одражава аустралијски континент.

## Дарвин и Валас
За разлику од Дарвина, Валас је започео своју каријеру путујући као природњак који већ верује у трансмутацију врста. Овај концепт су између осталих подржали Ламарк, Хиларие, Ерасмус Дарвин и Роберт Грант. Широко се дискутовало о овоме, али није било опште прихваћено од стране водећих натуралиста, и сматрало се да има радикалне, чак и револуционарне конотације.
Пред објављивање Дарвиновог дела „О пореклу врста посредством природне селекције“, Валас се дописивао са Дарвином, а почетком 1858. године послао је свој текст о еволуцији Дарвину уз молбу да он буде објављен. Тај текст у основи садржи исту замисао као и касније написано опширније и најпознатије Дарвиново дело о еволуцији. Валасов текст о еволуцији Дарвин је послао дугогодишњем пријатељу и заштитнику, Чарлсу Лајелу утицајном истраживачу у лондонском Линеовом друштву, али је истовремено послао и текст сличног садржаја, који је сам Дарвин потписао.
Након објављивања Дарвиновог дела „О пореклу врста“, Валас је постао један од његових највећих бранитеља, када се вратио у Енглеску 1862. године. Историчари науке су приметили да, док је Дарвин разматрао идеје у Валасовом раду да су у суштини исти као и његови, да ипак постоје разлике. Дарвин је истакао конкуренцију међу појединим јединкама исте врсте за преживљавање и репродукцију, док је Валас нагласио притиске на животну средину, сорте и врсте које су их присиљавале да се прилагоде својим локалним условима, водећи популацију да се развијају на различитим локацијама. Неки историчари, нарочито Питер Бовлер, сугерисали су могућност да у документу који је послао Дарвину, Валас није говорио о избору индивидуалних варијација уопште, већ о одабиру групе. Малколм Котлер је показао да је овај појам нетачан и да је Валас заиста разматрао појединачне варијације.

## Валасов рад
Године 1889. Валас је написао књигу Дарвинизам, која објашњава и брани природну селекцију. У њој је предложио хипотезу да би природна селекција могла да изазове репродуктивну изолацију две варијанте подстичући развој баријера против хибридизације. Тако би се могло допринети развоју нових врста. Предложио је следећи сценарио: Када се две популације неке врсте разликују изван одређене тачке, свака прилагођена одређеним условима, хибридно потомство би било мање прилагођено већој од родитељске форме, а при том ће природна селекција имати тенденцију да елиминише хибриде. Поред тога, у таквим условима природна селекција би допринела развоју баријера за хибридизацију, јер би појединци који су избегавали хибридно сакупљање имали тенденцију да имају боље потомство и тиме допринели репродуктивној изолацији две почетне врсте. Ова идеја постала је позната као Валасов ефекат, касније названог „армирање“. Валас је предложио Дарвину да природна селекција може играти битну улогу у спречавању хибридизације у приватној преписци 1868. године. Ово је и дан данас тема истраживања у еволуционој биологији, са компјутерском симулацијом и емпиријским резултатима који подржавају њену важност.